# Энтони Гилберт
Люси Беатрис Маллесон (англ. Lucy Beatrice Malleson), более известная под псевдонимом Энтони Гилберт (15 февраля 1899 года — 9 декабря 1973 года) — английская писательница в детективном жанре, наиболее известная по объёмной (51 произведение) серии об адвокате Артуре Круке. Ставится в один ряд с Агатой Кристи, Дороти Сэйерс, Глэдис Митчелл, Найо Марш и Марджери Аллингем. Представитель Золотого века детективного жанра.

## Биография и творчество

### Биография
Люси Беатрис Маллесон родилась 15 февраля 1899 года в Лондоне, Англия, где прожила большую часть жизни и умерла 9 декабря 1973 года.
Маллесон училась в школе для девочек Святого Павла в Хаммерсмите. В автобиографии «Three-a-Penny» (1940) (издана под псевдонимом Anne Meredith) она вспоминала, что именно в Хаммерсмите столкнулась с первыми ограничениями цивилизованного общества. Она вспоминала, как преподаватели вдалбливали в учеников произведения английской литературы и факты из истории Великобритании, открыто высказывая свое презрение к литературе и истории других наций. Маллесон писала, что подобные шовинистские взгляды стали шоком для её, но настоящую ненависть к обучению вызвала у неё преподаватель математики, которая заставляла зубрить формулы и теории, абсолютно позабыв о практике.
Когда Англия вступила в Первую Мировую Войну, Люси Маллесон, в возрасте 17 лет, когда её отец-маклер потерял небольшой, но стабильный доход, была вынуждена бросить учёбу; она начала работать секретарем в Красном Кресте, где оставалась ещё долгие годы до старости, но помимо Креста, Люси работала в Министерстве продовольствия и Ассоциации углепромышленников.
Её двоюродным братом был известный актёр Майлс Маллесон. Писательница была так же близкой подругой Дороти Сэйерс и Агаты Кристи, некоторое время была секретарем у Энтони Беркли. Под псевдонимом Энтони Гилберт была принята одним из первых членов в Детективный клуб, членом которого стала в 1933 году. Вот как она вспоминала о церемонии принятия её в Клуб в автобиографии:
Цели меня совершенно не интересовали. Весь снобизм, имеющийся в моем организме, возрадовался при мысли о том, что я встану на одну доску с Великими. А Детективный клуб был местом действительно элитарным. Энтони Беркли основал его несколькими годами ранее, чтобы собрать аристократию детективного мира. Условия приёма были очень жесткими: популярность не имела значения, продажи не имели значения. Ни при каких условиях туда бы не приняли автора триллеров. Если бы Эдгар Уоллес и Сидни Хорлер пришли к воротам с полными карманами золота, им пришлось бы уйти ни с чем. Не то чтобы я была без ума от аристократов, но приятно раз в жизни почувствовать себя одной из них
<…> Вряд ли когда-либо мистер Честертон выглядел более величественно, чем в этой роли. Гигантская фигура в черной мантии торжественно вплыла в холл, освещенный лишь факелами, остальная процессия медленно обтекала его. По бокам шагали факелоносцы, позади шел Джон Род с Эриком. Поручители стояли по обе стороны от трепещущих кандидатов <…> Мистер Честертон задавал вопросы голосом, как будто исходящим из бездны; мисс Сэйерс отвечала голосом, от которого задрожали бы и ангелы. Мой поручитель яростно зашептал: «Ну-ка склони голову! Ты всего лишь неофитка!»
Это была удивительная церемония; я чувствовала себя так, будто иду к алтарю в камере смертника. Мое платье было единственным ярким пятном во всём шествии. Позднее мне сообщили, что следовало надеть черное – видимо, чтобы не разрушать атмосферу мрачного застенка. Увы, мое единственное платье было зеленым.
Люси Маллесон никогда не была замужем. Она умерла в возрасте 74 лет.

### Творчество
Люси Маллесон начала писать свои первые произведения с ранних лет, а в 17 опубликовала свои некоторые стихотворения в «Панче», для которого — и для других литературных альманахов — писала позже небольшие пьесы.
Будущая писательница заинтересовалась детективным жанром во время сумасшествия вокруг него, начавшегося в 1920-х годах. Особое впечатление на неё оказала театральная постановка романа Джона Уилларда «Кошка и канарейка».
Её дебютный роман «The Man Who Was London» был опубликован под псевдонимом J. Kilmeny Keith. Её первый детективный роман — «Трагедия во Фрейне» (англ. Tragedy at Freyne) — был опубликован в 1927 году; перед отправлением его в типографию, издательство запросило фотографию автора, намереваясь разместить его на обложке. Маллесон, не желая раскрывать свою принадлежность к женскому полу, послала фотографию своего двоюродного брата, актёра Майлса Маллесона, где тот был с усами и в парике. Фотография так и не попала на обложку, однако сам роман оказался в списке бестселлеров.
Сыщиком в ранних детективах Маллесон был политик Скотт Эджертон. Потом — сыщик Дюпо, а в 1936 году с выходом в свет романа «Профессиональное убийство» (англ. Murder by Experts) она вывела в свет Артура Крука. Первый роман об Артуре Круке имел большой успех у читательской публики, и Маллесон продолжила писать о нём; последний роман серии был издан в 1974 году, после смерти писательницы. Подобно Холмсу Конан Дойля и Пуаро Кристи, Крук начал надоедать Маллесон. Однако писательница не пыталась убить его, как Кондан Дойл Холмса, а просто взяла другой псевдоним — Энн Меридит (англ. Anne Meredith), — под которым опубликовала около 20 романов и автобиографию.
Помимо псевдонимов «Энтони Гилберт», «J. Kilmeny Keith» и «Энн Меридит», Маллесон использовала ещё два: «Lucy Egerton» и «Sylvia Denys Hooke».

#### Артур Крук
Этот персонаж — настоящий лондонский кокни (так обычно называли жителей английской столицы из низших слоев общества). Как настоящий лондонец — он ходок по пабам и большой любитель пива, с ярко-красным лицом, с ярко-рыжими волосами, который ездит на машине, выглядевшей так, «будто её сделали из консервных банок». Живёт Артур Крук в непрестижном районе Лондона, в его речи часто звучат словечки кокни, но рассуждения его безупречны, и ему удается дело, как правило, за пределами суда и загнать преступника в ловушку.
Крук носит коричневые костюмы и постоянно раздает свои визитные карточки (в то время размером около А5, на которых указывались фамилия, имя и адрес конторы).
Крук — образованный юрист. Обычно выступает в роли адвоката, особенно когда нужно защитить слабых и отчаянно нуждающихся в помощи людей без связей и денег. Этот персонаж мало чем похож на классический типаж детектива (к примеру, на Уимзи Сэйерс или Аллейна Найо Марш), зато в нём и в частных детективах Хэммета и Чандлера есть много общего; к примеру, Крук так же часто сталкивается с коррупцией, и вынужден идти против системы. Тем не менее, проза Мелдон напоминает работы другого английского классика — Чарльза Диккенса. Писательница старалась создавать яркую и живую картинку повседневной жизни Лондона, сами детективные сюжеты запутаны подобно сюжетам Агаты Кристи.
Артур Крук в большинстве романов появляется ближе к середине — до этого писательница со всеми подробностями описывает потерпевшего и его жизненные или криминальные проблемы, отчего детективные романы скорее напоминают художественную прозу.
Яркие черты этого персонажа запоминающиеся. Их так же можно заметить у других детективных героев — к примеру, лейтенант Коломбо так же всегда плохо одет и зачастую использует приемы Крука для создания ловушки для убийцы.

### Скотт Эджертон (англ. Scott Egerton)
1927 — 1. Tragedy at Freyne / Трагедия в Фрейне
1928 — 2. The Murder of Mrs Davenport
1929 — 3. Death at Four Corners
1929 — 4. The Mystery of the Open Window
1930 — 5. The Night of the Fog
1932 — 6. The Body on the Beam / Убийство в назначенный срок
1932 — 7. The Long Shadow
1933 — 8. The Musical Comedy Crime
1934 — 9. An Old Lady Dies
1935 — 10. The Man Who Was Too Clever

### Серия об Артуре Круке (англ. Mr. Crook Murder Mystery)
1936 — 1. Murder by Experts / Профессиональное убийство
1937 — 2. The Man Who Wasn’t There
1937 — 3. Murder Has No Tongue
1938 — 4. Treason in My Breast
1939 — 5. The Bell of Death / Колокол смерти
1939 — 6. The Clock in the Hatbox / Будильник в шляпной картонке
1940 — 7. Dear Dead Woman / Death Takes a Redhead
1941 — 8. The Vanishing Corpse / She Vanished in the Dawn
1941 — 9. The Woman in Red / The Mystery of the Woman in Red
1942 — 10.The Case of the Tea-Cosy’s Aunt / Death in the Blackout / Убийство на Брендон-стрит
1942 — 11. Something Nasty in the Woodshed / Mystery in the Woodshed
1943 — 12. The Mouse Who Wouldn’t Play Ball / 30 Days to Live / Выжить тридцать дней
1944 — 13. He Came by Night / Death at the Door
1944 — 14. The Scarlet Button / Murder Is Cheap
1944 — 15. A Spy for Mr Crook
1945 — 16. The Black Stage / Murder Cheats the Bride
1945 — 17. Don’t Open the Door / Death Lifts the Latch / Не входи в эту дверь! / Не открывайте эту дверь!
1945 — 18. Lift Up the Lid / The Innocent Bottle
1946 — 19. The Spinster’s Secret / By Hook or by Crook
1947 — 20. Death in the Wrong Room
1947 — 21. Die in the Dark / The Missing Widow
1949 — 22. Death Knocks Three Times
1950 — 23. Murder Comes Home
1950 — 24. A Nice Cup of Tea / The Wrong Body
1951 — 25. Lady-Killer
1952 — 26. Miss Pinnegar Disappears / A Case for Mr Crook
1953 — 27. Footsteps Behind Me / Black Death
1954 — 28. Snake in the Grass / Death Won’t Wait
1955 — 29. Is She Dead Too? / A Question of Murder
1956 — 30. And Death Came Too
1956 — 31. Riddle of a Lady
1957 — 32. Give Death a Name
1958 — 33. Death Against the Clock
1959 — 34. Death Takes a Wife / Death Casts a Long Shadow / Длинная тень смерти
1959 — 35. Third Crime Lucky / Prelude to Murder
1960 — 36. Out for the Kill
1961 — 37. She Shall Die / After the Verdict
1961 — 38. Uncertain Death
1962 — 39. No Dust in the Attic
1963 — 40. Ring for a Noose
1964 — 41. The Fingerprint
1964 — 42. Knock, Knock! Who’s There? / The Voice
1965 — 43. Passenger to Nowhere
1966 — 44. The Looking Glass Murder
1967 — 45. The Visitor
1968 — 46. Night Encounter / Murder Anonymous
1969 — 47. Missing from Her Home
1970 — 48. Death Wears a Mask / Mr.Crook Lifts the Mask
1971 — 49. Tenant for the Tomb
1972 — 50. Murder is a Waiting Game
1974 — 51. A Nice Little Killing
+ рассказ «Алиби»

### Другие работы

#### Романы
1931 — The Case Against Andrew Fane
1933 — Death in Fancy Dress
1934 — The Man in the Button Boots
1936 — Courtier to Death / The Dover Train Mystery

#### Сборники
1947 — By Hook Or By Crook / the Shadowy Third / the Whispering Death (совместно с Roy Vickers)
1948 — Missing Widow / Scarlet Feather / I Want to Go Home (совместно с Frank Gruber и Frances Lockridge)
1952 — The Doctor and the Corpse, Valse Macabre, and a Case for Mrs. Brook (совместно с Kathleen Moore Knight и Max Murray)

#### Пьесы и радиопьесы
1940 — The Plain Woman
1940 — Mrs. Boot’s Legacy
1940 — Dead at 6:30
1940 — A Cavalier in Love
1941 — Birds of Passage
1941 — There’s Always Tomorrow
1941 — Calling Mr. Brown
1941 — He Came in the Night
1941 — The Adventure
1941 — Footprints
1941 — Thirty years is a long time
1942 — Bird in a Cage
1942 — His Professional Conscience
1942 — Find the Lady
1944 — The Home-coming
1945 — Mystery Men of New York
1945 — Of Brides in Baths
1946 — Full Circle
1947 — Hard Luck Story
1948 — The Sympathetic Table
1948 — A Nice Cup of Tea
1950 — Profitable Death
1952 — After The Verdict
1952 — Now you can Sleep
1954 — My Guess Would Be Murder
1957 — I love my love with an 'A'
1960 — No One Will Ever Know
1960 — Black Death
1962 — And Death Came Too

#### Нехудожественная литература
1940 — Three-A-penny

### Написано под именем Дж. Килмени Кейт (J. Kilmeny Keith)
1925 — The Man Who Was London — Человек, который был Лондоном
1927 — The Sword of Harlequin

### Написано под именем Энн Мередит (Anne Meredith)
1933 — Portrait of a Murderer
1934 — The Coward
1937 — The Gambler
1938 — The Showman
1939 — The Stranger
1940 — The Adventurer
1941 — There’s Always Tomorrow / Home Is the Heart
1942 — The Family Man
1943 — Curtain, Mr Greatheart
1945 — The Beautiful Miss Burroughes
1947 — The Rich Woman
1948 — The Sisters
1950 — The Draper of Edgecumbe
1951 — A Fig for Virtue
1952 — Call Back Yesterday
1954 — The Innocent Bride
1955 — The Day of the Miracle
1956 — Impetuous Heart
1957 — Christine
1959 — A Man in the Family
1960 — The Wise Child
1962 — Up Goes the Donkey

## Экранизации
Роман Люси Маллесон «The Vanishing Corpse» (1941) был адаптирован как фильм «They Met in the Dark» (1943), другой роман, «Выжить тридцать дней», был снят как «Candles at Nine» в 1944 году, и её роман о похищении и подделывании идентичности, «The Woman in Red» (1941), был адаптирован как фильм-нуар 1945, «My Name Is Julia Ross». «You’ll Be the Death of Me», октябрь 1963 года — эпизод антологии «Альфред Хичкок представляет» , был адаптирован из рассказа Гилберта «The Goldfish Button» в выпуске Ellery Queen Mystery Magazine за февраль 1958 года.